# Iglesia de Santa Eulalia (Erill la Vall)
La iglesia de Santa Eulalia (en catalán: església de Santa Eulàlia) se encuentra en Erill la Vall, en el valle de Bohí, provincia de Lérida, Cataluña, España. Se trata de una iglesia perteneciente al románico lombardo, estilo en que se construyeron todas las iglesias del valle.
En 1962, fue declarada Monumento Histórico-Artístico (Bien de Interés Cultural) y, en el 2000, Patrimonio de la Humanidad por la Unesco dentro del conjunto de las Iglesias románicas catalanas del Valle de Bohí.

## Historia
La historia de esta parroquia está ligada al obispado de Urgel, a quien pertenecía, como las demás iglesias de la zona. Es obra del primer tercio del siglo XII. El edificio ha sido ampliamente excavado y estudiado, consiguiendo con ello una gran información sobre su construcción arquitectónica.
El templo de Santa Eulalia fue declarado Monumento Histórico en 1962 y Bien de Interés Cultural en 1982. En noviembre de 2000 pasó a formar parte del Patrimonio de la Humanidad, junto con las demás iglesias románicas del valle.

## Descripción del edificio

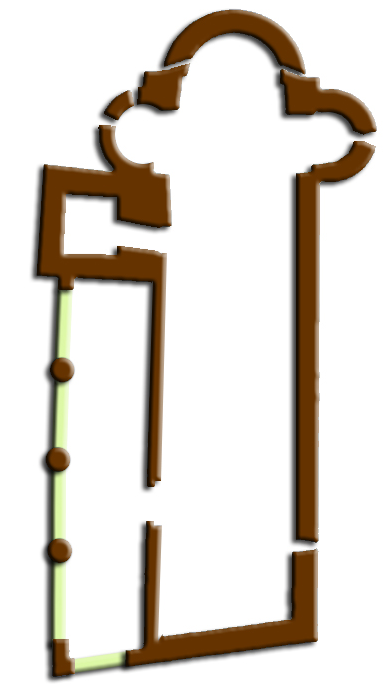
Planta de la iglesia

Consta de una sola nave muy alargada, que en origen se cubrió con bóveda de cañón. La nave terminaba en un ábside y a ambos lados, como remate de lo que se puede considerar el crucero, se inscribían otros dos absidiolos, dando la forma de trébol a la cabecera; es lo que se llama cabecera triconque.
En el muro norte se abre la puerta de acceso, de medio punto, con dovelas que conservan algo de la decoración pintada en el intradós. En los muros se abren dos ventanas, más otra en el ábside. Años más tarde de su construcción se añadió la torre, muy esbelta, de seis pisos divididos por impostas de arquillos ciegos y esquinillas, como corresponde a la decoración lombarda. Como el resto de torres de la zona, corresponde al grupo de torres contemporáneas de las italianas edificadas en el siglo XII, que se construyeron mucho más elegantes que las de la etapa anterior. A continuación de la torre (y en el lado norte) se añadió un pórtico, cuyos arcos de medio punto descansan sobre columnas.
Todas las torres del valle de Bohí siguen el canon (o proporción de medidas) de los minaretes, que consiste en que la altura es igual al perímetro.
En el coro de la iglesia se ha habilitado un espacio donde se muestra en exposición permanente piezas interesantes de la construcción, aparecidas durante la excavación.

## Imaginería policromada románica

### Descendimiento de Erill la Vall
La iglesia de Santa Eulalia contó en su origen con un grupo de tallas policromadas románicas que representaban el tema del Descendimiento.
Fueron descubiertas y dadas a conocer en 1907.
Las figuras representan a Cristo, José de Arimatea, Nicodemo, los dos ladrones y María con Juan el Bautista. Están realizadas con madera de álamo; sus vestimentas corresponden a lo tradicional en estos personajes.
Estas esculturas pertenecen a un momento de gran florecimiento de la imaginería, que se dio en Cataluña durante el siglo XII y que llegó a alcanzar la época del gótico. Más de la mitad de estas obras se dieron en las zonas pirenaicas repartidas entre los condados de Pallars, Ribagorza y Urgel y muchas de ellas se deben al patronazgo y supervisión de la baronía de Erill en los tiempos de san Ramón, obispo de Roda (1104-1126). Al mismo tiempo que las tallas de madera, salían a la luz las pinturas al fresco sobre los muros de las iglesias, cuyo mejor ejemplo se da en las dos iglesias de Taüll.

### Otras tallas
Junto con el Descendimiento de Erill-la-Vall se conservan otras tallas procedentes de distintas iglesias del valle de Bohí:
- Descendimiento incompleto y más pequeño, proveniente de Santa María de Tahull.
- Imagen de gran tamaño representando a la Virgen (misma iglesia).[5]
- Descendimiento de la iglesia de Durro.[6]
- Imagen de san Juan Evangelista de Durro.
- Frontal del Pantocrátor de Santa María de Taüll.

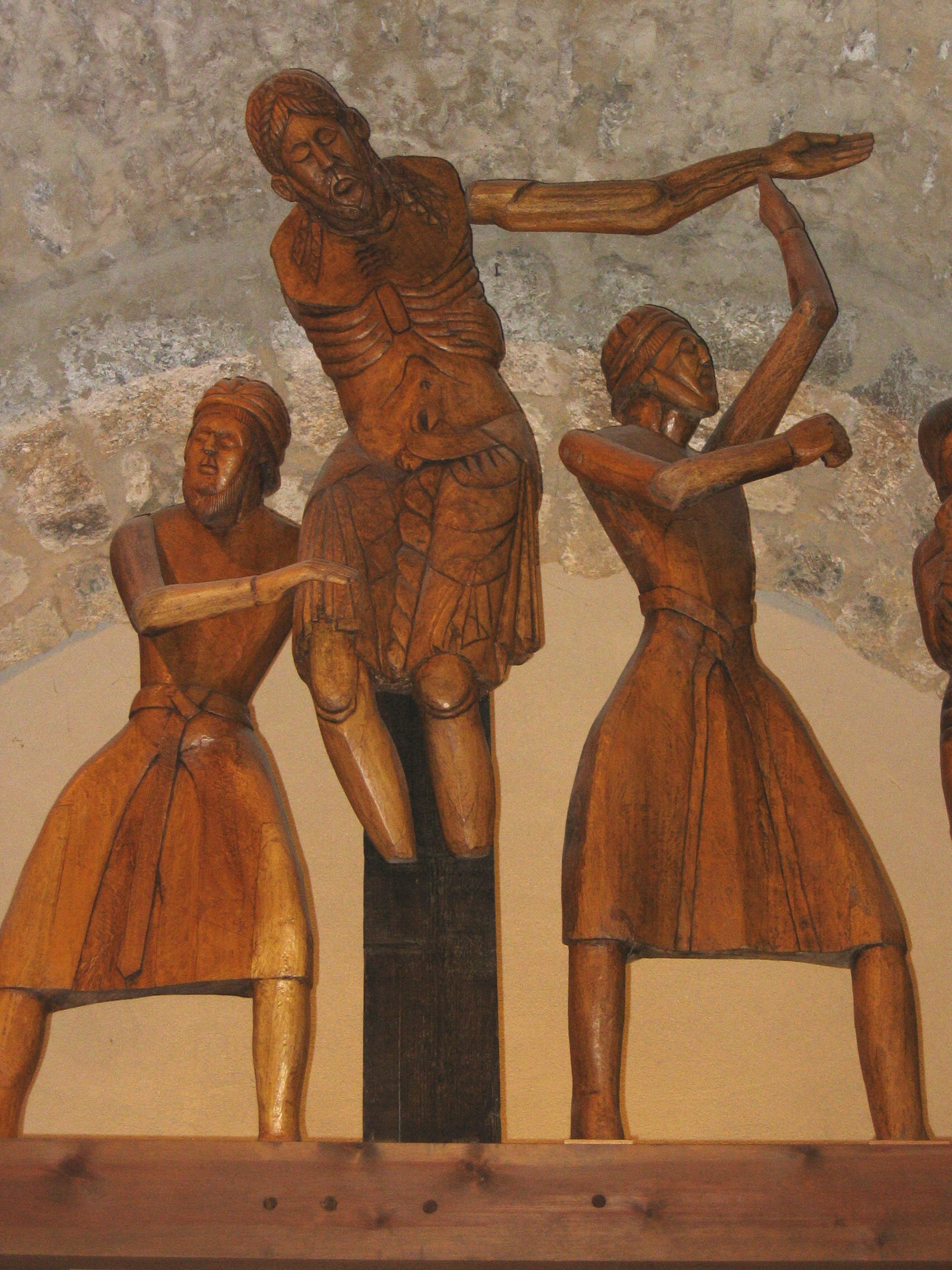
Descendimiento en el interior de la iglesia
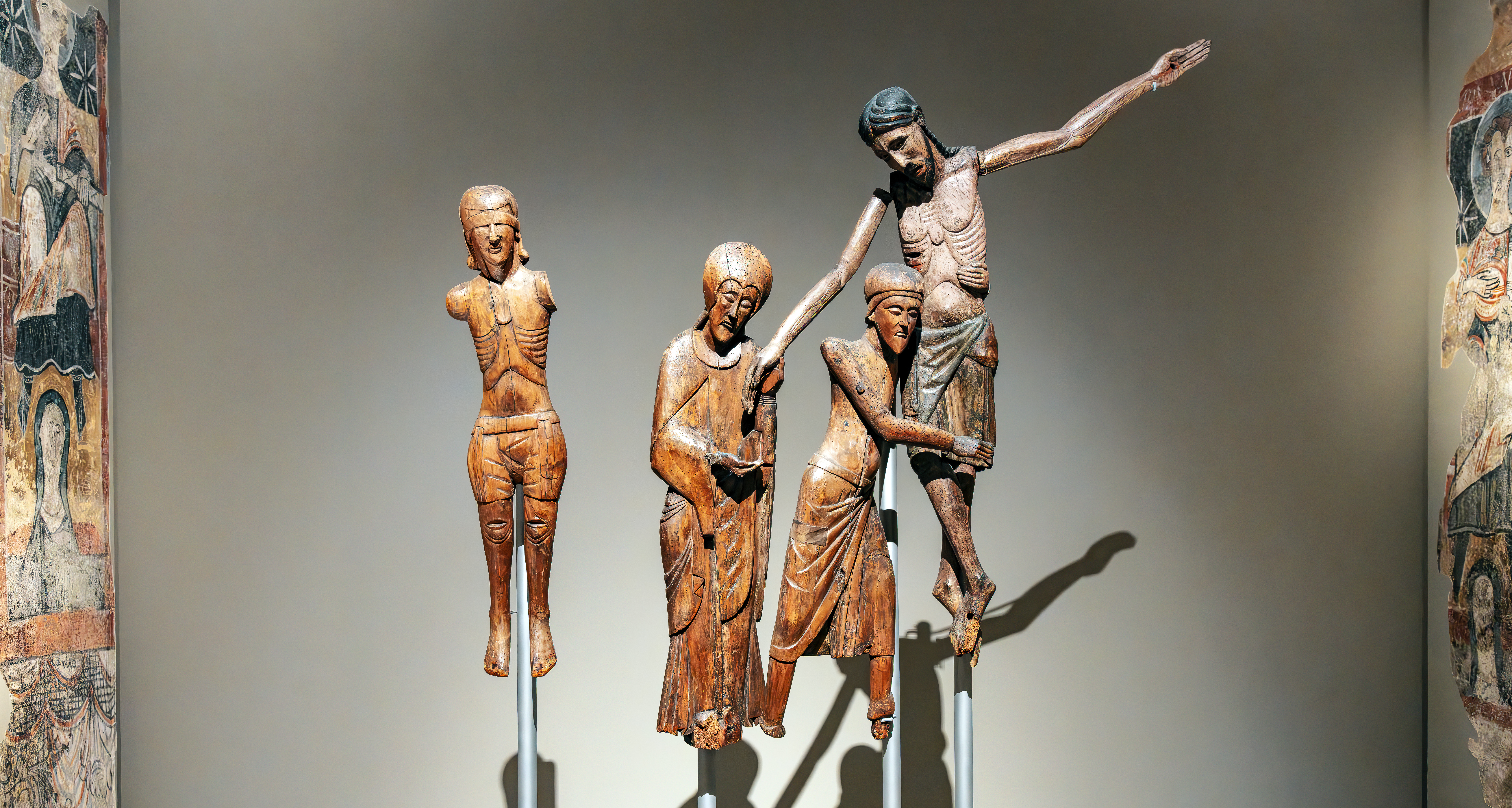
Davallament de Santa Maria de Taüll - Museu Nacional d'Art de Catalunya
Escultures originals de la Mare de Déu al Museu Nacional d'Art de Catalunya
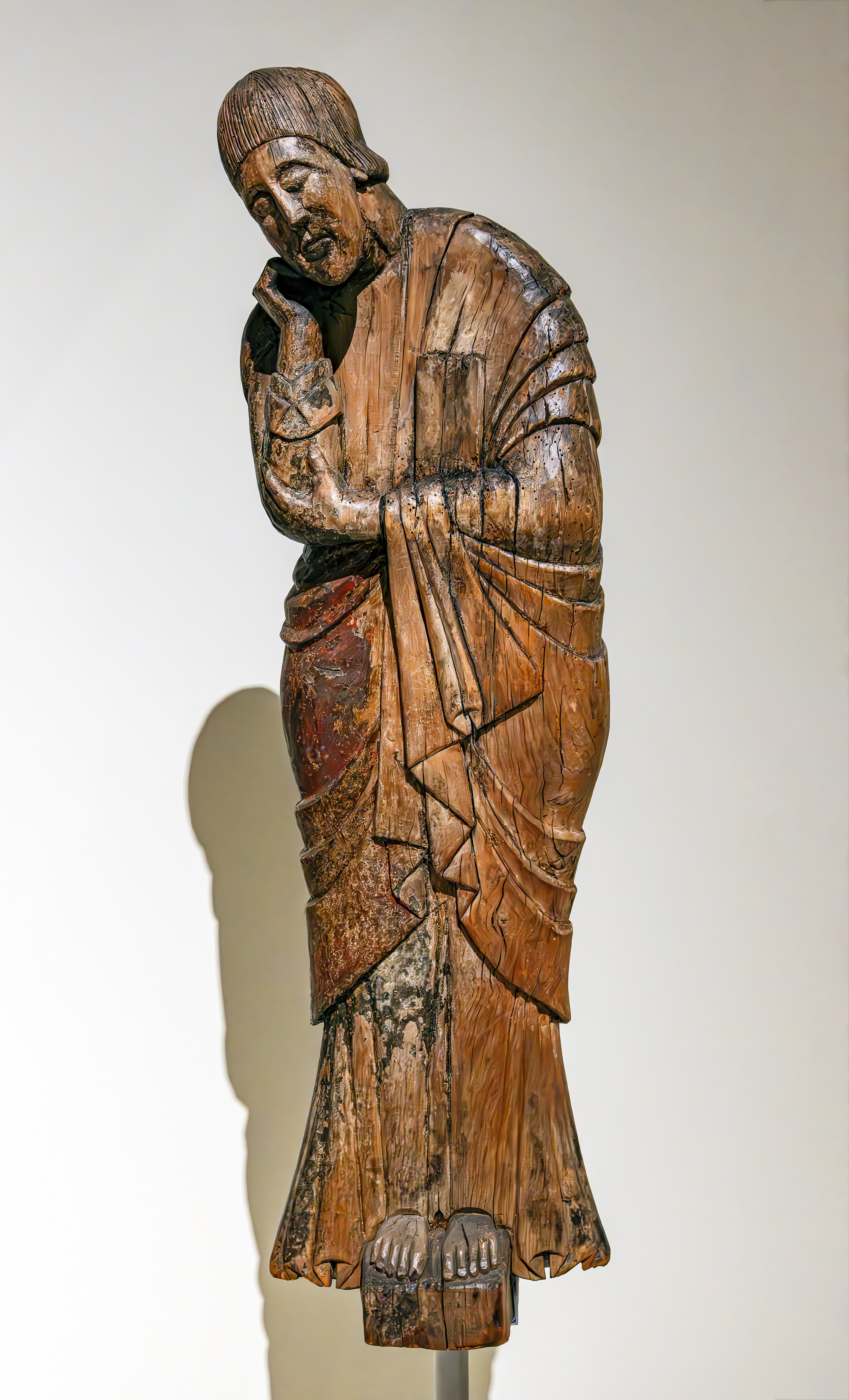
Escultures originals de sant Joan al Museu Nacional d'Art de Catalunya

## Restauración y excavación arqueológica
Tras los estudios realizados a raíz de las excavaciones recientes, se sabe que la iglesia sufrió cuatro fases de construcción:
- Siglo XI (comienzos): Una sola nave, más corta que la actual, que terminaba en un ábside de cabecera más los otros dos ábsides enfrentados formando la figura de un trébol.
- Siglo XI (años más tarde): Ampliación de la nave longitudinalmente por el lado oeste. En el tramo ampliado y por el muro norte se abre la puerta románica de acceso. De esta época es la pila bautismal tronco-cónica, fabricada con mortero de caliza, encontrada en las excavaciones.
- Siglo XII (hacia 1123): Se sustituyó la cubierta de madera por una bóveda de cañón corrido. Hubo que reformar los arcos torales como consecuencia.
- Construcción de la torre-campanario y del pórtico de la fachada norte.